# Santa-Cruz-Taube
Die Santa-Cruz-Taube oder auch Santa-Cruz-Erdtaube (Pampusana sanctaecrucis, Synonyme: Alopecoenas sanctaecrucis, Gallicolumba sanctaecrucis) ist eine Art der Taubenvögel. Sie kommt ausschließlich in Südostasien vor. Die IUCN ordnet diese waldbewohnende Art als gefährdet (vulnerable) ein, da die Population sehr klein ist und die Art in den letzten Jahren nur in zwei Gebieten beobachtet wurde. Sie gehört zu den Arten, deren Bestand durch eingeführte Beutegreifer bedroht ist.

## Erscheinungsbild
Die Santa-Cruz-Erdtaube erreicht eine Körperlänge von 23 Zentimetern. Sie ist damit etwas kleiner als eine Lachtaube, weist aber die Körperform auf, wie sie für andere Erdtauben charakteristisch ist.
Kopf und Hals der Santa-Cruz-Erdtaube sind hellgrau. Der Oberkopf ist mattbraun überlaufen. Sie weist ein auffälliges cremefarbenes Brustschild auf, das von einem weißen Saum eingefasst ist. Der Hinterhals, der Mantel sowie der Rücken sind olivbraun und weisen einzelne purpurfarben schillernde Tupfen auf. Die Schwanzfedern sind violettbräunlich. Die Unterbrust sowie der Bauch sind dunkel braunrot. Der Schnabel ist dunkelgrau, die Iris ist braun. Die Füße sind rot.

## Verbreitung
Die Santa-Cruz-Taube kommt nur auf drei Inseln im südwestlichen Pazifik vor. Sie besiedelte noch bis vor wenigen Jahren die Inseln Tinakula, Utupua und Espiritu Santo. Die beiden erstgenannten Inseln gehören zu den sogenannten Santa-Cruz-Inseln. Auf Tinakula, eine acht Quadratkilometer große Vulkaninsel, die nur saisonal von Menschen aufgesucht wird, kommt sie möglicherweise noch vor. Diese Insel ist in den letzten Jahren jedoch nicht von Ornithologen besucht worden. Auf Utupua ist sie mittlerweile wahrscheinlich ausgestorben. Diese Insel ist mittlerweile weitgehend entwaldet. Auf Espiritu Santo gibt es sehr wahrscheinlich noch einige dieser Tauben. Espiritu Santo weist noch einen zusammenhängenden Waldbestand auf und im Jahre 2000 sind die für diese Art charakteristischen Rufe vernommen worden.

## Verhalten
Die Santa-Cruz-Taube ist eine scheue Taube, die überwiegend einzelgängerisch oder in Paaren lebt. Sie sucht am Boden nach Nahrung. Ihr Nahrungsspektrum besteht aus Sämereien, Beeren und Schösslingen. In geringem Maße nimmt sie auch Wirbellose auf. Wird sie gestört, fliegt sie in der Regel nicht auf, sondern sucht laufend Schutz. Dabei wird der Schwanz hoch aufgestellt getragen. Über die Fortpflanzungsbiologie dieser Art ist nichts bekannt.

## Belege

### Weblink
- Pampusana sanctaecrucis in der Roten Liste gefährdeter Arten der IUCN 2013.1. Eingestellt von: BirdLife International, 2012. Abgerufen am 14. Oktober 2013.